# Maribor (stacja kolejowa)
Maribor – stacja kolejowa w Mariborze, w Słowenii. Jest jedną z największych stacji kolejowych w tym kraju. Znajdują się tu 2 perony. Stacja zarządzana jest przez SŽ-Infrastruktura.
| Maribor                     |  |         |
| Linia Zidani Most – Šentilj |  |         |
| Maribor Tezno               |  | Pesnica |
| Linia Maribor – Prevalje    |  |         |
| Maribor Studenci            |  |         |